# CIKS-1
In crittografia il CIKS-1 è un cifrario a blocchi sviluppato nel 2002 da A.A. Moldovyan e N.A. Moldovyan.
Come il suo predecessore, lo Spectr-H64, si basa fortemente sulla permutazione dei bit, così da risultare più adeguato ad implementazioni in hardware che in software.

## Struttura
Il CIKS-1 si basa su una rete di Feistel: l'algoritmo esegue 8 passaggi durante i quali ogni blocco trattato, lungo 64 bit, viene diviso in due metà. La prima metà determina la trasformazione dell'altra metà all'interno del passaggio (così come avviene ad esempio nell'RC5). In ogni passaggio viene eseguita anche una trasformazione sulla chiave dipendente dai dati trattati. 
Il CIKS-1 utilizza 4 operazioni: permutazioni dipendenti dai dati, permutazioni fisse, operazioni di XOR ed addizioni modulo 4.
Gli sviluppatori dell'algoritmo non hanno implementato nessun gestore della chiave e l'intero suo materiale (256 bit) viene utilizzato tal quale.

## Sicurezza
Kidney, Heys e Norvell hanno dimostrato che le chiavi utilizzate nei passaggi dell'algoritmo che presentano una breve distanza di Hamming sono relativamente deboli, per cui le chiavi segrete dovrebbero essere scelte con cura. Gli stessi ricercatori hanno anche proposto una crittanalisi differenziale del CIKS-1 basata su 256 testi in chiaro scelti.